# Time t
time_t는 ISO C 라이브러리에서 시스템 시간을 저장하도록 정의된 자료형이다. 표준 함수인 time()의 리턴 값으로, <time.h> 헤더 파일에서 정의된다.
유닉스나 POSIX 호환 운영 체제에서는 time_t를 32 비트나 64 비트 부호있는 정수형으로 정의하며, 1970-01-01 00:00:00 UTC 이후 경과한 초를 담고 있다.

## 같이 보기
- 2038년 문제
- 10억 초 문제